# Clinical Epigenetics
Clinical Epigenetics, abgekürzt Clin. Epigenetics, ist eine wissenschaftliche Fachzeitschrift, die vom Biomed Central-Verlag veröffentlicht wird. Die Zeitschrift ist das offizielle Publikationsorgan der Clinical Epigenetics Society und erscheint frei zugänglich open access und ausschließlich online. Es werden Arbeiten veröffentlicht, die sich mit allen Aspekten der epigenetischen Forschung in Bezug auf menschliche Erkrankungen beschäftigen.
Der Impact Factor lag im Jahr 2016 bei 4,987. Nach der Statistik des ISI Web of Knowledge wird das Journal mit diesem Impact Factor in der Kategorie Onkologie an 48. Stelle von 217 Zeitschriften geführt.